# Daktylopodit

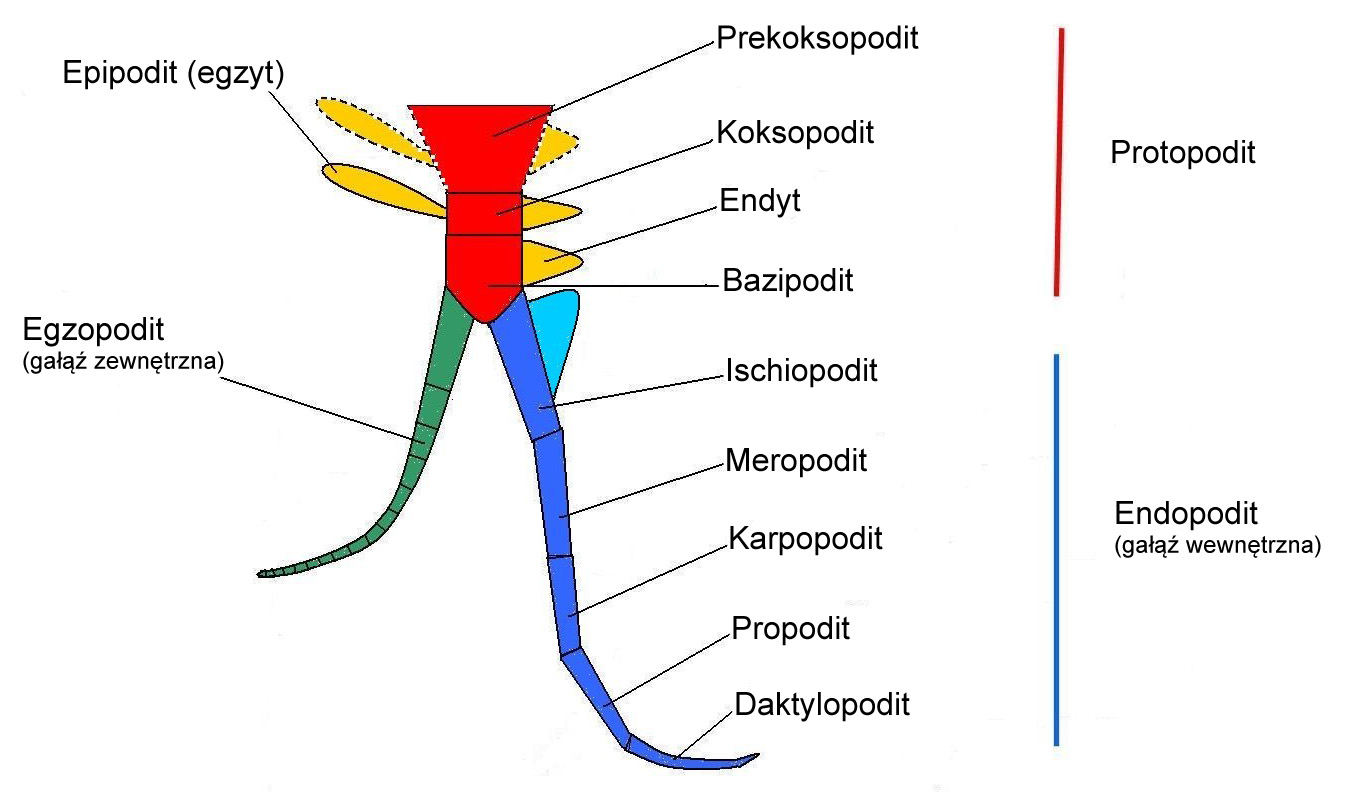
Odnóże dwugałęziste skorupiaka

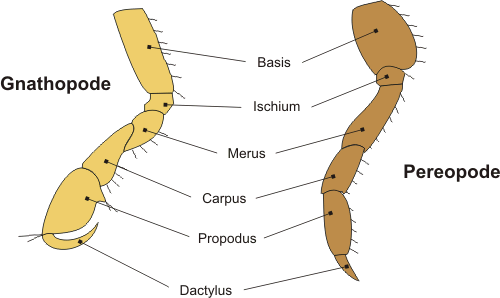
Porównanie gnatopodium i odnóża tułowiowego obunoga. Daktylopodit podpisany jako dactylus

Daktylopodit (łac. dactylus) – najbardziej odsiebny człon (podomer) endopoditu odnóża skorupiaków, poprzedzony propoditem. Jego odpowiednikiem u innych stawonogów jest przedstopie.
Zwykle daktylopodit ma prostą budowę i pazurkowaty kształt. Wyposażony jest w mięśnie obniżacze i dźwigacze, wychodzące z propoditu. U niektórych równonogów wyposażony jest w dwa pazurki wyrastające z jego nasadowej części. W przypadku odnóży chwytnych może wraz z położonym naprzeciwko niego wyrostkiem propoditu budować szczypce.